# Castello di Machilone
Il castello di Machilone fu un antico castello situato nella terra Camponesca, nella valle del Velino, in corrispondenza del centro di Posta, in provincia di Rieti.
Fondato dai Normanni nel X secolo, si sviluppò durante il periodo angioino del Regno di Sicilia finché, nel 1299, fu conquistato dall'Aquila dopo un lungo assedio, incendiato e raso al suolo. Sul colle antistante l'abitato sono ancora visibili alcuni resti del castello.

## Storia
(Buccio di Ranallo, Cronache aquilane, canto CCIII)
Il castello venne eretto nel X secolo, alla nascita del Regno di Sicilia, in una posizione strategica tra le valli dell'Aterno, del Tronto e del Velino. Il primo documento che attesta la presenza di Machilone è il Catalogus baronum del 1152.
L'importanza di Machilone crebbe rapidamente e, nel 1213, il castello contava ben 23 signori ed oltre 200 vassalli.
Sul modello aquilano, nell'ultimo quarto del XIII secolo cominciò la fondazione di alcune città fortificate, dislocate soprattutto lungo il confine settentrionale del regno, dove cioè erano concentrati gli interessi geopolitici degli Angioini. Il 16 luglio 1278 Carlo I d'Angiò concesse agli abitanti di Machilone e dei castelli limitrofi di fondare Gonexa, l'attuale Leonessa.
Lo svilupparsi di una comunità indipendente ed economicamente potente al confine del contado — in un'area strategica per gli scambi commerciali lungo la via degli Abruzzi — non piacque agli aquilani che, nel 1299, presero d'assalto il castello, lo incendiarono e lo rasero al suolo, intimando ai suoi abitanti di non costruire più alcuna fortificazione in quel luogo. L'assedio durò nove settimane — dal 1º giugno al 1º agosto, giorno di santa Giusta di Bazzano, come cantato dai poeti locali — e continuò nonostante l'ordine di Carlo II di Napoli di desistere. I machilonesi vennero condotti all'Aquila finendo nel locale di Stiffe, che da quel momento prese il nome di Stiffe e Machilone; le donne furono alloggiate all'interno del monastero del locale — tra le chiese scomparse di San Francesco a Palazzo e San Tommaso, in corrispondenza dell'attuale Palazzo del Convitto — mentre gli uomini vennero dislocati in tutto il quarto.
(Anton Ludovico Antinori, Annali degli Abruzzi)
Per l'insubordinazione agli ordini del re, L'Aquila fu poi costretta a pagare un pesante risarcimento pari a circa 3 025 once.
A valle del castello distrutto, si venne a creare il centro di Lapposita (letteralmente, «al posto di») poi diventato Postareale, quindi Posta. La città venne aggregata sin da subito al contado aquilano — tramite tre diplomi, nel 1299, nel 1301 e nel 1304 — e rimase sotto il controllo dell'Aquila fino al 1927 quando fu inglobata nella nuova provincia di Rieti.
Pur essendo scomparse le chiese di San Francesco e di San Tommaso, il nome di Machilone è ancora oggi presente nella toponomastica del capoluogo abruzzese con la piazza Machilone (popolarmente detta «delle tavole» per la presenza, nel XIX secolo, di pittori da strada) situata all'interno dell'omonimo locale.

## Descrizione

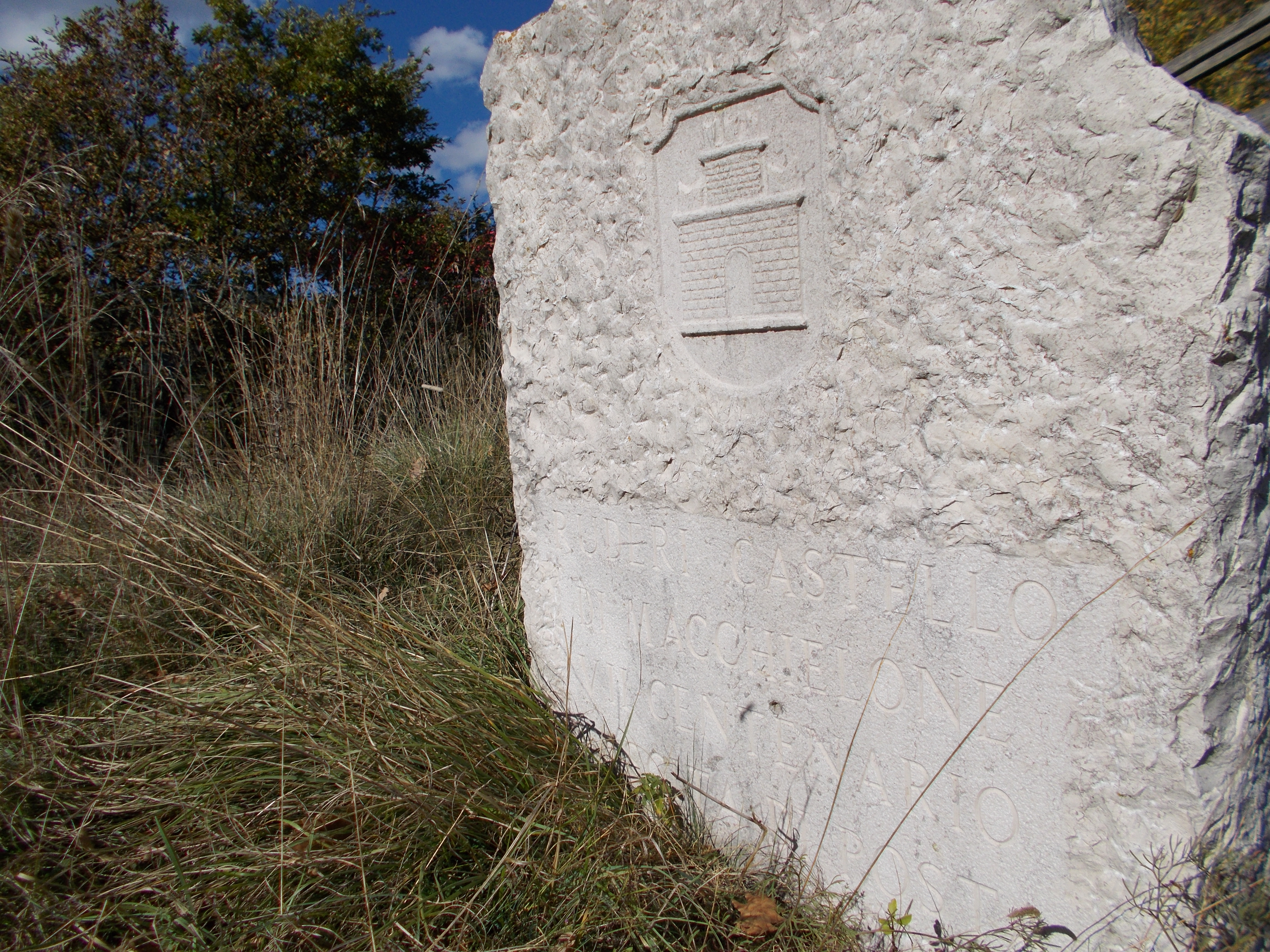
La lapide commemorativa posta sul colle in occasione del 7º centenario

Il castello era posto all'interno della terra Camponesca, una vasta area dedita al pascolo che si sviluppava tra gli attuali centri di Antrodoco e di Accumoli e da cui derivò il nome dei Camponeschi, potente famiglia aquilana. Era situato in posizione arroccata su una cima del colle antistante l'abitato di Posta, alla confluenza della via Salaria con la strada per Borbona.
Machilone era costituito da una rocca nel punto più alto del colle e da abitazioni che si sviluppavano lungo tutto il costone, per una lunghezza stimata di circa 500 metri. Alcuni resti delle fortificazioni sono ancora visibili sul colle dove il comune ha anche provveduto a installare una lapide commemorativa.